# Gregorio López Raimundo
Gregorio López Raimundo (Tauste, 11 de junio de 1914-Barcelona, 17 de noviembre de 2007) fue un político comunista español. De origen aragonés, pasó toda su vida (salvo su exilio) en Cataluña, donde desarrolló su labor política.

## Biografía
Sastre de profesión, en 1934 inició su militancia política en las Juventudes Socialistas de España. En 1936 tomó parte en el proceso de unificación de los partidos socialistas y comunistas de Cataluña, participando en la creación de las Joventuts Socialistes Unificades de Catalunya (rama catalana de las JSU). Al comenzar la Guerra Civil, se afilió al Partit Socialista Unificat de Catalunya (PSUC). Durante la guerra fue comisario político del Ejército Popular en el frente de Aragón, exiliándose al finalizar el conflicto. Durante los siguientes años, permaneció en Francia, Colombia y México.
En 1947 volvió clandestinamente a Cataluña para trabajar en la organización del PSUC hasta que fue detenido, torturado y encarcelado en 1951, tras la huelga de los tranvías en Barcelona. Tras una gran campaña de solidaridad internacional para evitar su condena a muerte, fue finalmente indultado y expulsado de España en 1954, aunque volvió rápidamente al interior. Durante los diez días de 1951 en que permaneció detenido en la Jefatura Superior de Policía de Barcelona de la Vía Layetana fue sometido a torturas. Excepto en la cara para que no perdiera el conocimiento, recibió golpes por todo el cuerpo con cuerdas retorcidas y porras que le dejaron hematomas que tardó seis meses en curar.
En 1956 fue designado máximo responsable de la organización del PSUC en la clandestinidad y en 1965 fue elegido secretario general. Tras la legalización del PCE y el PSUC en 1977, fue elegido presidente de este último. Fue diputado por Barcelona en las elecciones generales de junio de 1977 y marzo de 1979. Desde su cargo dio apoyo a las tesis eurocomunistas del secretario general del PCE Santiago Carrillo.

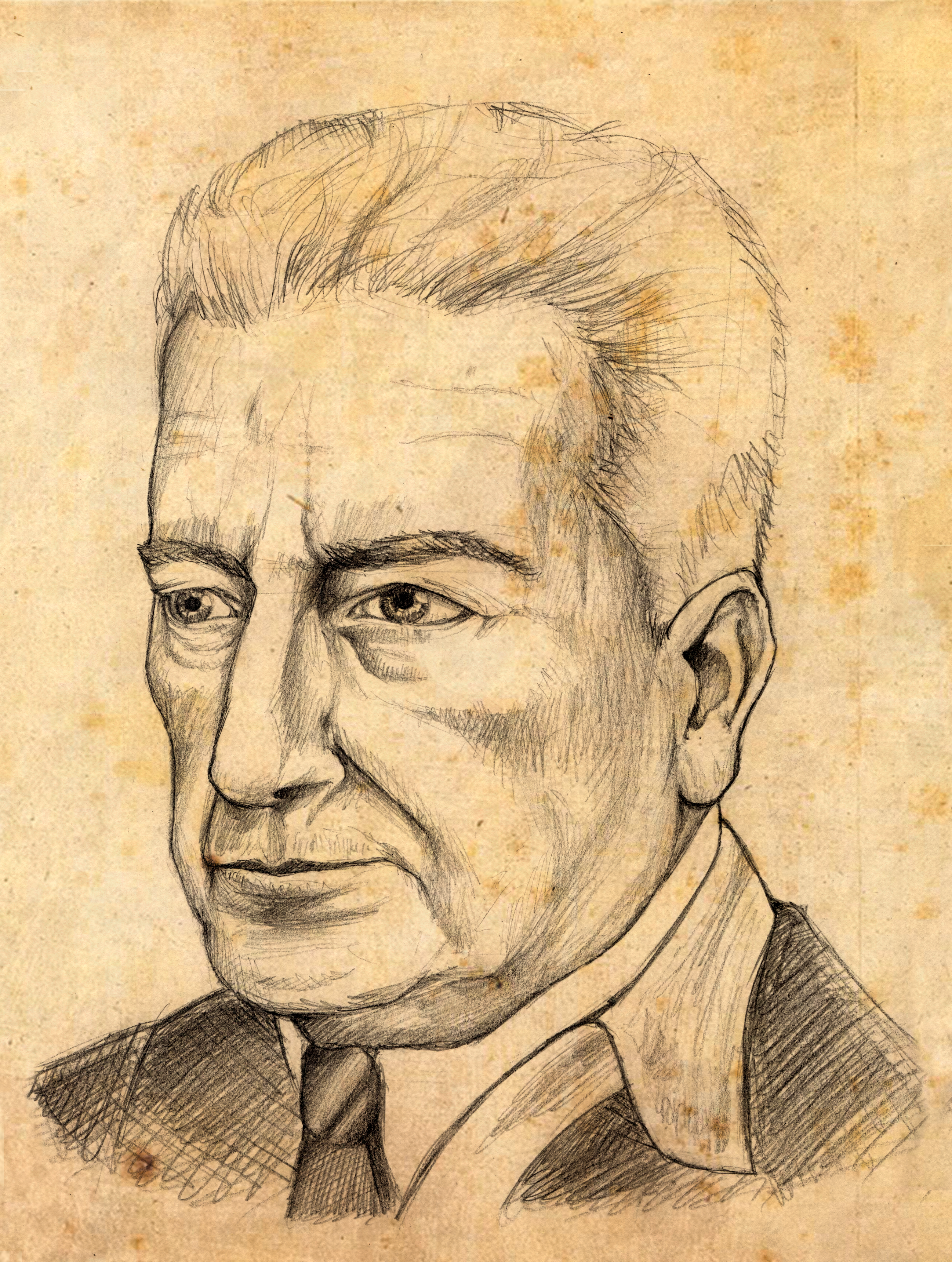
Gregorio López Raimundo

En el V Congreso del PSUC (1981) las corrientes leninista y prosoviética obtuvieron la mayoría frente a los eurocomunistas y López Raimundo fue relevado del cargo. No obstante, los prosoviéticos fueron posteriormente expulsados del Partido y en el VI Congreso celebrado el marzo de 1982 fue elegido de nuevo presidente del PSUC. En las elecciones generales de 1982 renovó su acta de diputado por Barcelona. Permaneció en sus cargos hasta 1985, año en el que se retiró de la primera línea política. En la crisis posterior al IX Congreso del PSUC, optó por el PSUC Viu (1997), del cual fue presidente honorífico hasta su muerte en 2007.
Publicó los siguientes libros: PSUC: per Catalunya, la democracia i el socialisme (1976) Cristianismo y socialismo en libertad (1979), El PSUC y el eurocomunismo (1981), Escrits: cinquanta anys d'acció, 1937-1988 (1989), Para la historia del PSUC: la salida a la superficie y la conquista de la democracia (2006); y sus memorias, Primera clandestinidad: memorias (1993). López Raimundo era el marido de la escritora y militante del PSUC Teresa Pàmies y padre del escritor Sergi Pàmies.
El 23 de febrero de 2004 fue investido doctor honoris causa por la Universidad Politécnica de Cataluña por su participación en la lucha antifranquista, juntamente con Maria Salvo Iborra y Agustí de Semir. En 2005 fue condecorado con la Medalla de Oro de la Generalidad de Cataluña, otorgada por el entonces presidente Pasqual Maragall, «en reconocimiento de su trayectoria cívica y política al servicio de Cataluña». En 1973, el cantante Raimon le dedicó la canción T'he conegut sempre igual (t'he conegut sempre igual com ara, els cabells blancs, la bondat a la cara, "te he conocido siempre igual que ahora, los cabellos blancos, la bondad en la cara").
Murió el 17 de noviembre de 2007 a la edad de noventa y tres años a causa de graves trastornos circulatorios.